# 帕罗西汀
帕罗西汀（INN：paroxetine）是一种选择性5-羟色胺再吸收抑制剂（SSRI）型的抗抑郁药，其药物形态为盐酸帕罗西汀（paroxetine hydrochloride），在临床上常用于憂鬱症、强迫症、社交恐懼症、广泛性焦虑、PTSD等疾病的治疗。
帕罗西汀于1992年在美国获得医疗用途许可，最初由葛兰素史克公司发售。现已是一种非专利药物。
2021年，帕罗西汀在美国的最常用处方药中排名第95，处方次数超过700万次。2020年，它在美国最常用的抗抑郁处方药中排名前20。

## 医疗用途
帕罗西汀主要用于治疗重度抑郁症、强迫症、创伤后应激障碍、社交焦虑障碍和恐慌症。偶尔也用于广场恐惧症、广泛性焦虑症、经前焦虑症和更年期潮热。现已有各种分析评估了帕罗西汀治疗抑郁症的疗效，帕罗西汀优于或等效于安慰剂，并且与其他抗抑郁药效果相似。帕罗西汀是美国第一个获批用于治疗惊恐障碍的抗抑郁药，几项研究得出帕罗西汀在治疗惊恐障碍方面优于安慰剂的结论。

## 副作用
常见的副作用包括嗜睡、口干、食欲不振、出汗、失眠和性功能障碍。 严重的副作用可能包括25岁以下患者的自杀意念、血清素综合征和躁狂症。但其副作用的发生率并不比其他SSRI和SNRI类药物更高。停药综合症可能更多的发生。帕罗西汀与其他SSRIs类药物有许多常见的不良反应，这些不良反应大多是短暂的，随着持续服药而消失。

#### 躁狂
躁狂或轻躁狂在抑郁症患者中的发生率为1% ，而在双相情感障碍患者中的发生率为12%。此副作用可能发生在没有躁狂病史的患者中，但更可能发生在双相情感障碍患者或有躁狂家族史的患者中。

#### 自杀意念
与其他抗抑郁药一样，帕罗西汀可能会增加25岁以下人群出现自杀念头和行为的风险。美国食品药品监督管理局于2004年对儿童和青少年的帕罗西汀临床试验进行了统计分析，发现与安慰剂相比，自杀倾向和意念有所增加，这在抑郁症和焦虑症患者中都被发现。2015年，发表在《英国医学杂志》上的一篇论文重新评估了帕罗西汀和丙咪嗪在青少年抑郁症中的疗效，认为自杀行为的发生率被低估，而帕罗西汀的疗效被夸大了。

#### 性功能障碍
性功能障碍包括性欲减退、性高潮障碍、勃起功能障碍，是帕罗西汀和其他SSRIs治疗最常见的不良反应之一。虽然早期的临床试验表明性功能障碍的发生率相对较低，但最近的研究表明性功能障碍的发生率可能高于70%。 另有报道称停用SSRIs类药物后性功能障碍症状持续存在的情况，尽管这被认为是偶发性的。

#### 停药综合症
许多精神类药物在停药后可引起戒断症状。帕罗西汀是同类药物中戒断反应发生率和严重性最高的药物之一。欧洲药品管理局的药品委员会建议如果决定停药，应在数周或数月内逐渐减少。